# ビーコン (ライフゲーム)

ビーコン

ビーコンは、ライフゲームに出現する振動子の1つである。周期は2で、出現率は1/400程度である。この出現率はブリンカーの約1/30で、振動子の中で3番目に高い。
この物体は、1970年にコンウェイによって発見された。

## 構造
ビーコンは、ブロックを斜めに2つ並べた構造をしている。ブロックが完全な場合、接点に当たるセルが過密で死ぬ。完全でない場合はその部分に新しくセルが誕生する。こうして、死滅⇔誕生を繰り返す。
ビーコンのように、変化するすべてのセルが過密で死亡する振動子を「On-Off」という。

## 派生物体
他の多くの自然発生しやすい振動子（ブリンカー・パルサー・時計など）と違い、ビーコンは外周に「変化しないセル」が存在する。このため、ビーコンと他の物体を組み合わせた振動子が存在する。
```
⬜️⬜️⬜️⬜️⬜️⬜️⬜️⬜️
⬜️⬜️⬜️⬜️⬛️⬛️⬜️⬜️
⬜️⬜️⬜️⬜️⬜️⬛️⬜️⬜️
⬜️⬜️⬛️⬜️⬜️⬜️⬜️⬜️
⬜️⬜️⬛️⬛️⬜️⬜️⬜️⬜️
⬜️⬜️⬜️⬜️⬜️⬜️⬜️⬜️
⬜️⬜️⬛️⬛️⬛️⬛️⬜️⬜️
⬜️⬛️⬜️⬜️⬜️⬜️⬛️⬜️
⬜️⬛️⬛️⬜️⬜️⬛️⬛️⬜️
⬜️⬜️⬜️⬜️⬜️⬜️⬜️⬜️
```

上の図は「ドック上のビーコン（シス型）」と呼ばれる物体で、全振動子で20番目に発生確率が高い振動子である。この物体の可動部分はビーコンの部分だけであるが、ビーコン以外の部分のみでは形を維持できないため全体で1つの物体として扱われる。
ビーコンを含み自然発生の確率が高い（上位50位以内）物体の一覧を以下にあげておく。
- ドック上のビーコン（シス型） 20位
- 机上のビーコン（シス型） 21位
- 机上のビーコン（トランス型） 22位
- 金床上のビーコン（シス型） 24位
- ドック上のビーコン（トランス型） 30位
- 長いフック上部のビーコン（シス型） 31位
- 帽子上のビーコン（シス型） 32位
- 長いフック下部のビーコン（シス型） 35位
- 20P2 38位
- 長いフック下部のビーコン（トランス型） 40位
- ビーコンと2本の尾 50位
- 長いフック上部のビーコン（トランス型） 50位
- 帽子上のビーコン（トランス型） 50位